# Отиум

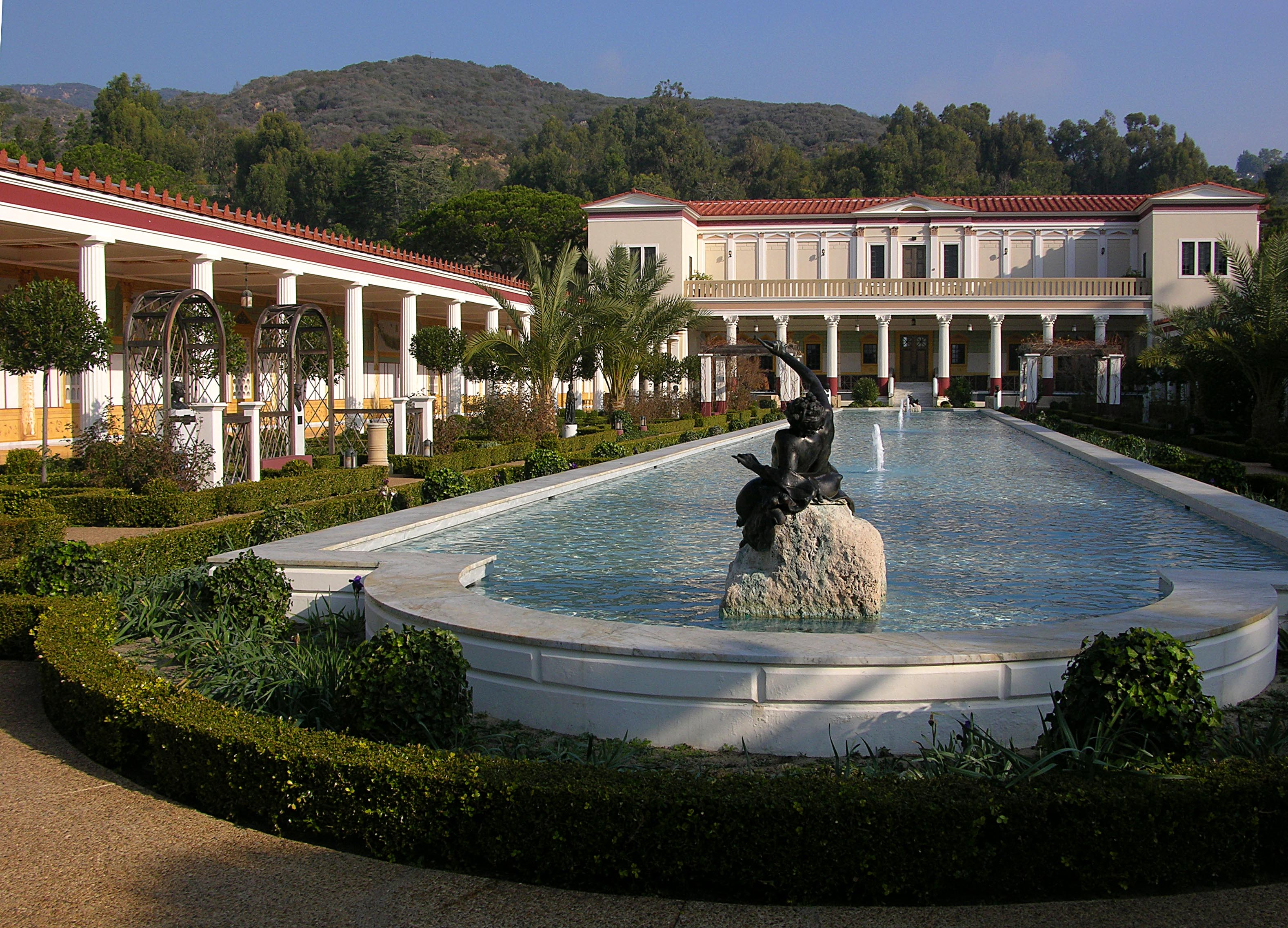
Вилла Гетти (англ.) представляющая жизнь во время отиума (отдыха) на древнеримской вилле

Otium — латинский абстрактный термин, имеет множество значений, включая свободное время, в течение которого человек может наслаждаться едой, игрой, отдыхом, созерцанием и академическими занятиями. Иногда, но не всегда, обозначает время выхода на пенсию человека после государственной службы или работы в частном секторе, выступающего против «активной общественной жизни». Otium может быть временным отдыхом, то есть нерегулярным. Термин может иметь интеллектуальный, добродетельный или негативный смысл.
Первоначально он означал идею отказа от повседневных занятий (лат. negotium) или дел, чтобы заниматься искусством или познавательной деятельностью (то есть рассуждениями, писательством, философствованием). Термин в частности применялся относительно бизнесменов, дипломатов, философов и поэтов.

## Этимология
В древнеримской культуре отиум был военным понятием. В этом значении термин используется у Энния в «Ифигении».
Историк Карл Деру в своей книге «Studies in Latin literature and Roman history» указывает, что слово отиум впервые встречается в описании хора в «Ифигении» Энния:
| На латыни | На русском (перевод И. И. Холодняка) |
| --- | --- |
| Otio qui nescit uti plus negotii habet quam cum est negotium in negotio; nam cui quod agat institutum est non ullo negotio id agit, id studet, ibi mentem atque animum delectat suum: otioso in otio animus nescit quid velit Hoc idem est; em neque domi nunc nos nec militiae sumus; imus huc, hinc illuc; cum illuc ventum est, ire illinc lubet. Incerte errat animus, praeterpropter vitam vivitur. | Как ведь хлопотно бывает, коль в безделье дела нет: То ли дело, как есть дело - вся душа им занята. Дайте войску, дайте дела, укажите, в чем нужда: Всей душой тогда, всем сердцем мы за дело примемся; А в безделье не придумать что и делать - никогда! Хоть теперь: не то мы дома, а не то - мы на войне; Из угла мы ходим в угол, бродим мы туда-сюда; На душе уж так тоскливо, словно мы и не живем! |

Ифигения (241—248)

## Греция
Латинское слово «otium» соответствует древнегреческому «σχολή» (skholē, «досуг», в современном греческом — σχόλη, schólē).